# إبراهام آبرو
إبراهام آبرو (بالإسبانية: Abraham Abreu) هو عازف هاربسكورد وعازف بيانو فنزويلي، ولد في 1939 في كاراكاس في فنزويلا.